# همافر

دیدار جمعی از همافران نیروی هوایی با روح‌الله خمینی، ۱۹ بهمن ۱۳۵۷

هُمافر دسته‌ای در نیروی هوایی شاهنشاهی ایران بود که از سال ۱۳۴۷ تا ۱۳۵۷ نیرو جذب کرد.
همافران پس از استخدام به ایالات متحده آمریکا اعزام شده تا در دوره‌های تخصصی مختلف از قبیل: الکترونیک، مکانیک، الکترومکانیک، رادار، سیستم‌های شناسایی و … شرکت کنند.
نقش همافران در انقلاب ۱۳۵۷ بسیار پررنگ بود. در این دوران همافران درهای اسلحه خانه‌ها را به روی مردم باز کردند و مردم با داشتن اسلحه توانستند در مقابل گارد شاهنشاهی ایستادگی کنند. همچنین همافران در پایگاه‌های تهران، همدان و مشهد بارها دست به شورش زدند که خود موجب تحریک مردم آن شهرها شد.
در ۱۹ بهمن ۱۳۵۷ همافران با لباس نظامی در مقابل سید روح‌الله خمینی حاضر شده و با وی پیمان بستند که از آن پس این روز، روز نیروی هوایی نام گرفت.